# Aluterus heudelotii
Aluterus heudelotii är en fiskart som beskrevs av Hollard 1855. Aluterus heudelotii ingår i släktet Aluterus och familjen filfiskar. Inga underarter finns listade i Catalogue of Life.